# جبهه داخلی ایالات متحده در طول جنگ جهانی دوم
جبهه داخلی ایالات متحده در طول جنگ جهانی دوم (به انگلیسی: United States home front during World War II) از بسیاری جهات از تلاش‌های جنگی حمایت کرد، از جمله طیف وسیعی از تلاش‌های داوطلبانه و تسلیم شدن در برابر جیره‌بندی و کنترل قیمت تحت مدیریت دولت. یک احساس عمومی وجود داشت که فداکاری‌ها در طول جنگ برای خیر ملی بوده است.
بازار کار به‌طور اساسی تغییر کرد. درگیری‌های زمان صلح در مورد نژاد و کار به دلیل فشار برای وحدت ملی، بُعد ویژه‌ای به خود گرفت. صنعت فیلم هالیوود برای تبلیغات مهم بود. هر جنبه‌ای از زندگی، از سیاست گرفته تا پس‌اندازهای شخصی، وقتی در شرایط جنگی قرار می‌گرفتند، تغییر می‌کرد. این امر با انتقال ده‌ها میلیون کارگر از مشاغل کم‌بهره‌وری به مشاغل پربازده در مراکز صنعتی محقق شد. میلیون‌ها دانشجو، بازنشسته، خانه‌دار و بیکار به نیروی کار فعال پیوستند. ساعات کاری آنها به طرز چشمگیری افزایش یافت، زیرا زمان فعالیت‌های تفریحی به شدت کاهش یافت.
بنزین، گوشت، لباس و کفش به شدت جیره‌بندی شدند. به اکثر خانواده‌ها ۳ گالن آمریکایی (۱۱ لیتر؛ ۲٬۵ گالن) بنزین در هفته اختصاص داده شد که به شدت رانندگی برای هر هدفی را کاهش داد. تولید اکثر کالاهای بادوام، مانند مسکن جدید، جاروبرقی و لوازم آشپزخانه، تا پایان جنگ ممنوع شد. در مناطق صنعتی، مسکن با کمبود مواجه بود، زیرا مردم دو برابر شده و در محله‌های تنگ زندگی می‌کردند. قیمت‌ها و دستمزدها کنترل می‌شدند. آمریکایی‌ها بخش زیادی از درآمد خود را پس‌انداز می‌کردند که منجر به رشد مجدد پس از جنگ شد.